# The Amity Affliction
A The Amity Affliction egy ausztrál metalcore zenekar Grympieből, Queensland államból, amelyet 2003-ban alapítottak.
Az együttes személyes hangvételű dalaikról ismert, melyek gyakran boncolgatják a depresszió, a szorongás, a szerhasználat, az öngyilkosság kérdéskörét. Sok daluk szól az énekes Joel Birch múltbéli küzdelmeiről. 2018 augusztusára az együttes több, mint 145 000 eladott kiadvánnyal rendelkezik. A The Amity Affliction 2018. június 20-án megjelentette első single-jét, melynek címe "Ivy (Doomsday)", a 2018. augusztus 24-én megjelent Misery albumról.

## Tagok
- Ahren Stringer (ének, basszusgitár, korábban gitár)
- Joel Birch (ének, scream)
- Dan Brown (gitár)
- Joe Longobardi (dob)

## Diszkográfia
Stúdióalbumok
- Severed Ties (2008)
- Youngbloods (2010) ami a 6. helyen debütált az ARIA Chart-on
- Chasing Ghosts (2012) ami első helyen nyitott az ARIA Chart-on
- Let The Ocean Take Me (2014)
- This Could Be Heartbreak (2016), melyek mindketten az ARIA Chart első helyén léptek be.
- Misery (2018)